# 若斯
若斯（法語：Josse，法語發音：[ʒɔs]）是法国朗德省的一个市镇，属于达克斯区。

## 地理
若斯（43°38'29"N, 1°13'27"W）面积9.48 平方千米，位于法国新阿基坦大区朗德省，该省份为法国西南部沿海省份，是法國本土面积第二大的省，北起吉倫特省，西临大西洋，南至大西洋比利牛斯省，东临热尔省，东北与洛特-加龍省接壤。
与若斯接壤的市镇（或旧市镇、城区）包括：奥里斯特、佩镇、圣茹尔德马雷讷、圣让德马萨克、圣樊尚德蒂罗斯。

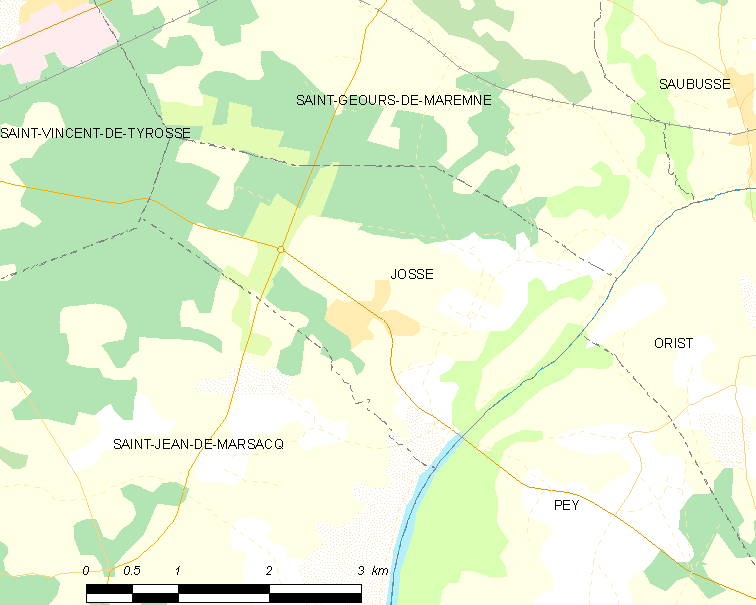
若斯的OSM定位图

若斯的时区为UTC+01:00、UTC+02:00（夏令时）。

## 行政
若斯的邮政编码为40230，INSEE市镇编码为40129。

## 政治
若斯所属的省级选区为蒂罗斯地区县。

## 人口

1962-2008年间若斯人口变化图示

若斯于2022年1月1日时的人口数量为1003人。